# Арцивидзе, Иван Александрович
Иван Александрович Арцивидзе — советский хозяйственный, государственный и политический деятель, Герой Социалистического Труда.

## Биография
Родился в 1921 году на территории современной Грузии. Член КПСС.
С 1935 года — на хозяйственной, общественной и политической работе. В 1935—1981 гг. — виноградарь, колхозник, звеньевой колхоза имени Бакрадзе Маяковского района Грузинской ССР.
В 1948 году звено под его руководством собрало в среднем с каждого гектара по 110,9 центнера винограда на участке площадью 3 гектара. Указом Президиума Верховного Совета СССР от 9 августа 1949 года удостоен звания Героя Социалистического Труда за «получение высокого урожая винограда в 1948 году» с вручением ордена Ленина и золотой медали «Серп и Молот».
Этим же Указом звание Героя Социалистического Труда был удостоен труженик колхоза Вацентий Акакиевич Енделадзе.
Умер в Грузинской ССР после 1981 года.

## Награды и звания
- Герой Социалистического Труда (09.08.1949).
- орден Ленина (09.08.1949)
- орден Ленина (05.09.1950)
- орден Ленина (05.12.1951)
- орден Ленина (02.04.1966)